# Скалигер (лунный кратер)
Кратер Скалигер (лат. Scaliger) — крупный ударный кратер в южном полушарии обратной стороны Луны. Название присвоено в честь одного из основателей современной научной исторической хронологии Жозефа Жюста Скалигера (1540—1609)  и утверждено Международным астрономическим союзом в 1970 г. Образование кратера относится к позднеимбрийскому периоду.

## Описание кратера

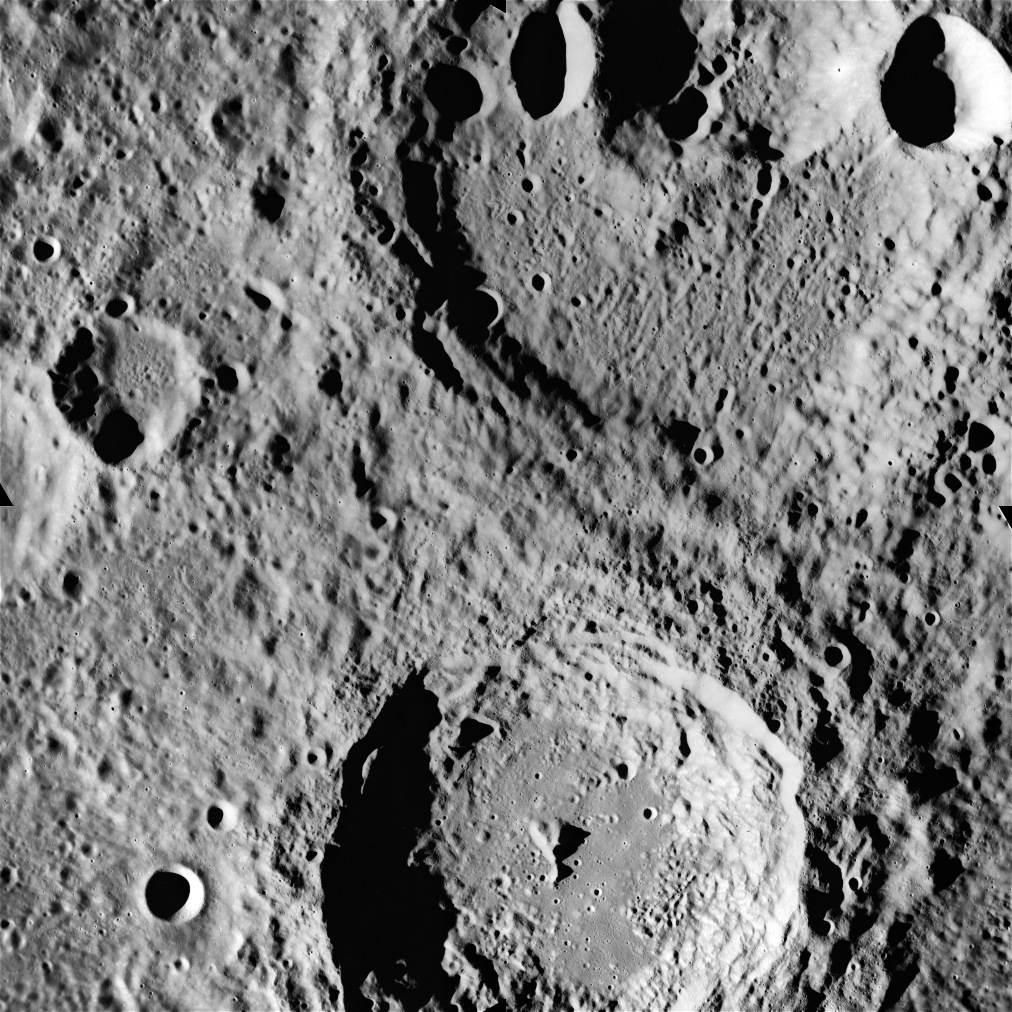
Кратеры Скалигер (слева) и Олден (справа). Снимок с борта Аполлона-15.

Ближайшими соседями кратера являются кратер Перельман на северо-западе; кратер Олден на севере-северо-востоке и кратер Милн на юго-востоке (кратер Скалигер перекрывает северо-западную оконечность его вала). На западе от кратера расположено Озеро Одиночества.
Селенографические координаты центра кратера 27°16′ ю. ш. 109°08′ в. д. / 27,26° ю. ш. 109,14° в. д., диаметр 86,4 км, глубина 2,8 км.
Кратер Скалигер имеет полигональную форму и умеренно разрушен. Вал с четко очерченной кромкой, в северной части имеет небольшое седловатое понижение, юго-восточная часть вала спрямлена. Внутренний склон вала террасовидной структуры. Высота вала над окружающей местностью достигает 1380 м, объем кратера составляет приблизительно 6600 км³. Дно чаши кратера сравнительно ровное, вероятно переформированное лавой, пересеченное у подножия внутреннего склона и в юго-западной части. В центре чаши расположен небольшой разветвляющийся хребет в виде латинской буквы “Y” состоящий из анортозитового норита (AN), габбро-норито-троктолитового анортозита с содержанием плагиоклаза 85-90 % (GNTA1); габбро-норито-троктолитового анортозита с содержанием плагиоклаза 80-85 % (GNTA2) и анортозитового габбро (AG).

## Сателлитные кратеры

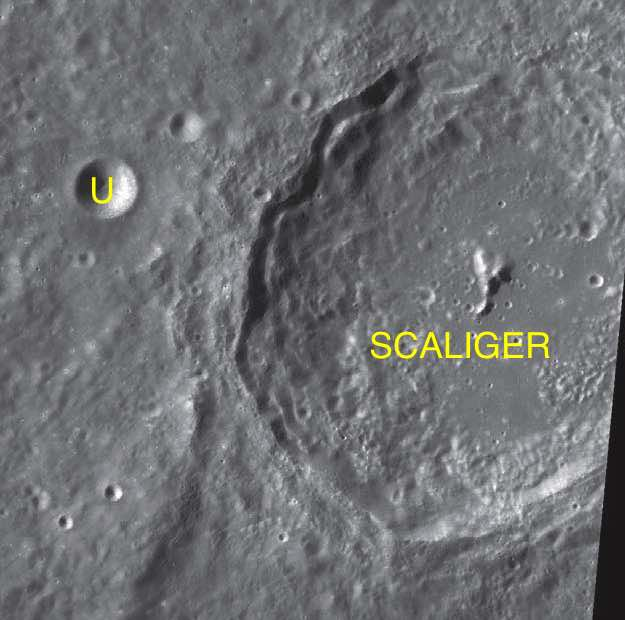
Фрагмент карты LAC-100.

| Скалигер | Координаты                                             | Диаметр, км |
| -------- | ------------------------------------------------------ | ----------- |
| U        | 26°46′ ю. ш. 106°42′ в. д. / 26,76° ю. ш. 106,7° в. д. | 10,5        |